# Кашинский сельский округ (Московская область)
Кашинский сельский округ — упразднённая административно-территориальная единица, существовавшая на территории Волоколамского района Московской области в 1994—2006 годах.
Кашинский сельсовет в составе Яропольской волости Волоколамского уезда Московской губернии был образован в 1924 году путём выделения из Путятинского с/с.
В 1926 году Кашинский с/с включал 1 населённый пункт — Кашино.
В 1929 году Кашинский сельсовет был отнесён к Волоколамскому району Московского округа Московской области.
17 июля 1939 года к Кашинскому с/с был присоединён Суворовский с/с в составе 3 населённых пунктов — Козлово, Масленниково и Суворово.
4 января 1952 года к Кашинскому с/с было присоединено селение Алферьево Алферьевского с/с.
14 июня 1954 года к Кашинскому с/с был присоединён Щёкинский с/с.
21 мая 1959 года к Кашинскому с/с были присоединены селения Речки, Бортники, Хрулево, Спасс и Шишково упразднённого Речкинского с/с.
25 января 1972 года из Кашинского с/с в Ченецкий были переданы селения Владычино, Ивановское, Путятино, Щёкино и посёлок ПМК «Водстрой» № 2.
3 февраля 1994 года Кашинский с/с был преобразован в Кашинский сельский округ.
В ходе муниципальной реформы 2005 года Кашинский сельский округ прекратил своё существование как муниципальная единица. При этом все его населённые пункты были переданы в сельское поселение Кашинское.
29 ноября 2006 года Кашинский сельский округ исключён из учётных данных административно-территориальных и территориальных единиц Московской области.